# Strafford (Vermont)
Strafford és una població dels Estats Units a l'estat de Vermont. Segons el cens del 2000 tenia 1.045 habitants.

## Demografia
Segons el cens del 2000, Strafford tenia 1.045 habitants, 420 habitatges, i 296 famílies. La densitat de població era de 9,1 habitants per km².
Dels 420 habitatges en un 35% hi vivien nens de menys de 18 anys, en un 59% hi vivien parelles casades, en un 7,6% dones solteres, i en un 29,3% no eren unitats familiars. En el 25,2% dels habitatges hi vivien persones soles el 6,2% de les quals corresponia a persones de 65 anys o més que vivien soles. El nombre mitjà de persones vivint en cada habitatge era de 2,49 i el nombre mitjà de persones que vivien en cada família era de 2,97.
Per edats la població es repartia de la següent manera: un 27,3% tenia menys de 18 anys, un 3,8% entre 18 i 24, un 27,9% entre 25 i 44, un 29% de 45 a 60 i un 12% 65 anys o més.
L'edat mediana era de 41 anys. Per cada 100 dones de 18 o més anys hi havia 95,9 homes.
La renda mediana per habitatge era de 46.711 $ i la renda mediana per família de 52.596 $. Els homes tenien una renda mediana de 31.481 $ mentre que les dones 24.808 $. La renda per capita de la població era de 22.267 $. Entorn del 3,6% de les famílies i el 7,9% de la població estaven per davall del llindar de pobresa.